# لقيت روحي (مسلسل)
مسلسل لقيت روحي هو مسلسل دراما اجتماعي كوميديا كويتي عُرض في رمضان 2016، صُوِّر في منطقة ضاحية عبد الله المبارك، وهو للكاتبة نوال العامر ومن إنتاج شركة النايف.

## ملخص القصة
بندر وبدر توأمان يعيشان في كنف والدهما أبو بدر، يشب كل منهما ويتزوجان، ويعمل بدر ضابط في مباحث المخدرات، ويكلف بالقبض على تجار المخدرات، ويكتشف تورط والده في إحدى القضايا، في حين يتزوج بندر ويعاني مع زوجته أريام من اختلاف طبائعهما.

## طاقم التمثيل
- سعد الفرج
- نايف الراشد
- فاطمة عبد الرحيم
- سلمى سالم
- شيلاء سبت
- عبد العزيز الحداد
- شفيقة يوسف
- خالد بوصخر
- المهرة البحرينية
- نصرة الحربي
- أحمد السعدون
- حسين الكوت
- ضاري بن ثاني
- يسرى المغربية
- محمدالقبلي
- عبد الإمام عبد الله
- مها محمد
- جراح العونان
- خالد الأحمد
- علي راهي